# Assault on Precinct 13 (película de 2005)
Assault on Precinct 13 (Asalto al distrito 13 en España o Masacre en la cárcel 13 en Latinoamérica) es una película de acción del 2005, dirigida por Jean-François Richet con Ethan Hawke y Laurence Fishburne en los papeles principales. 
Es una versión de Asalto a la comisaría del distrito 13 (1976), que fue dirigida por John Carpenter, que, a su vez, estaba inspirada en Río Bravo (1959), de Howard Hawks, de la que el propio Hawks había realizado una versión en 1966 (El Dorado).

## Argumento
Quedan pocas horas para que el año toque a su fin y la comisaría del distrito 13, una de las más antiguas de Detroit, está a punto de cerrar. Muchas carreteras están cortadas debido a la fuerte nevada y solo queda un puñado de policías encabezado por el sargento Jake Roenick (Ethan Hawke), un buen oficial que no consigue olvidar una operación fallida que tuvo lugar la primavera pasada. 
Pero es que, además, ese mismo día por la mañana, un policía de paisano había intentado arrestar al mafioso Marion Bishop (Laurence Fishburne), el cual consiguió matar al agente antes de ser capturado por la Unidad contra el Crimen Organizado encabezada por Marcus Duvall (Gabriel Byrne). Bishop es trasladado en autobús a la cárcel con otros delincuentes: Beck, un yonqui (John Leguizamo), Smiley, un estafador (Jeffrey Atkins) y Anna, miembro de una banda (Aisha Hinds). 
Pero la tormenta de nieve arrecia y el autobús, ante la imposibilidad de llegar a la cárcel de máxima seguridad, se dirige provisionalmente a la comisaría del distrito 13. La inesperada llegada saca de quicio tanto a Roenick como a la psicóloga Alex Sabian (Maria Bello). Sin embargo, Iris Ferry (Drea de Matteo), la provocadora secretaria de la comisaría, y el veterano policía Jasper Old School OShea (Brian Dennehy) no están dispuestos a que el trabajo extra les impida celebrar la llegada del Año Nuevo. 
Allí dos policías son asesinados en un intento de llegar a Bishop. Aunque en un principio se piensa que son hombres de Bishop que intentan sacarle de allí, luego se descubren que el equipo está compuesto por policías corruptos, liderados por Marcus Duvall, que resulta ser un antiguo conocido de Bishop. Los hombres de Duvall están allí con el objetivo de matar a Bishop antes de que testifique en el juicio, que son socios en el crimen y que el policía había intentado matarlo por órdenes de Duvall, porque se habían vuelto codiciosos y que solo lo habían arrestado luego, porque estaban en ese momento ante la presencia de demasiada gente.  
Conscientes, que la gente de la comisaría debe saber ahora quienes son en realidad, Marcus Duvall y los demás deciden matar ahora no solo a Bishop sino también a todos los demás dentro de la comisaría para no tener que ir a la cárcel para siempre por sus crímenes. Para salvar sus vidas, ellos tienen que alíarse con los criminales, que están dentro para salir con vida. Tras una noche llena de enfrentamientos, ellos consiguen matar a todos. De los combatientes solo el líder, Jake Roenick, la secretaria y Bishop, lo consiguen sobrevivir. Luego Jake deja ir a Bishop antes de que vengan las autoridades en gratitud por su contribución en el enfrentamiento.

## Reparto
- Ethan Hawke es Sargento Jake Roenick.
- Laurence Fishburne es Marion Bishop.
- Gabriel Byrne es Capitán Marcus Duvall.
- Maria Bello  es Dra. Alex Sabian.
- Drea de Matteo es Iris Ferry.
- John Leguizamo es Beck.
- Brian Dennehy es Sargento Jasper O'Shea
- Ja Rule es Smiley.
- Currie Graham es Mike Kahane.
- Aisha Hinds es Anna.
- Matt Craven es Agente Kevin Capra.

## Recepción
La película se estrenó el 19 de enero de 2005 en los Estados Unidos y se estrenó en España el 18 de marzo del 2005. En Estados Unidos esta última versión recibió mediocres críticas. Aun así, aunque sea la peor versión, fue recibida positivamente en comparación con otras películas de acción en esos años. Para ser más precisos, aunque la historia se categoriza como poco profunda más allá de la crítica a la corrupción policial,  aun así el acabado técnico de la película es modélico, el ritmo trepidante, y la fotografía lo suficientemente tenebrista como para ayudar a crear una atmósfera realmente claustrofóbica.

## Premios
- Premios DGC Craft (2005): Un Premio
- Premios Teen Choice (2005): Una Nominación
- Premios Imagen (2006): Una Nominación